# Дом Эгиби
Дом Эгиби — семья нововавилонских банкиров, чья история прослежена историками за период с 715 по 485 гг. до нашей эры.
Архивы дома Эгби были открыты археологами в конце XIX начале XX века.  
Дом Эгиби был основан ещё до персидского завоевания Вавилона (самое раннее упоминание относится к 715 году до н. э., регулярно упоминается в документах между 690 и 480 годами) и продолжал свою деятельность и в период царствований Кира II, Камбиза II и Дария I. Деятельность членов семейства сводились к купле-продаже недвижимости и рабов. Наряду с этим дом Эгиби занимался и профессиональными банковскими операциями: выступал в качестве заимодавца, принимал на хранение вклады, давал и получал векселя, уплачивал долги своих клиентов, финансировал и основывал коммерческие товарищества, при этом Эгиби, как и другие вавилонские деловые дома, не пользовались для кредита вкладами, которые были отданы им на хранение, а обходились собственными средствами. Вкладчиками дома Эгиби были придворные или лица, с которыми Эгиби были связаны деловыми интересами. Дом Эгиби играл большую роль не только во внутренней, но и во внешней торговле, особенно в ахеменидское время.
Как в халдейское время, так и при Ахеменидах некоторые из членов дома Эгиби находились на царской службе.

## Исторический фон
В конце VII в. до н. э. Вавилония получила независимость и постепенно приобрела доминирующее положение на Ближнем Востоке. Бурно расцвела экономика, возрос объем торговых операций внутри и вне страны. Сравнительно мирная обстановка позволяла лучше содержать торговые караванные пути. Позже, при первых царях из династии Ахеменидов значительных изменений не произошло, хозяйство продолжало процветать, а сами Ахемениды уделяли еще большее внимание содержанию торговых путей в образцовом порядке и стремились освоить новые морские пути. Если ранее торговля была монополией купцов-тамкаров, то в нововавилонскую эпоху ею могли заниматься все имеющие на это средства. Операции со сдачей в аренду земельных участков, проводимые ранее лишь храмами и дворцом, также перестали быть монополией высших слоев общества.
В Нововавилонский период в условиях расцвета экономики и при имеющейся потребности в свободных денежных средствах, которую одни храмы не способны были удовлетворить, возникли крупные деловые дома, игравшие большую роль в экономической жизни страны. Нововавилонские деловые дома занимались кредитом и торговлей внутри и вне страны. Позднее в круг их интересов стали входить операции с арендой домов и полей. Еще позднее возникли деловые дома, занимавшиеся лишь арендой и субарендой земли.
Архив древнейшего из нововавилонских деловых домов — дома Эгиби — насчитывает более тысячи документов, датированных VII—V вв. до н. э. и составленных как в Вавилоне, так и в других городах страны. Документы упоминают многих представителей рода Эгиби, связанных друг с другом не только той или иной степенью родства, но и общими имущественными и деловыми интересами.

## История дома
Впервые Эгиби упомянуты в 715 г. до н. э. (время правления Мардук-апла-иддины II), затем начиная с 690 г. до н. э. документы дают сведения о различных носителях родового имени Эгиби, занимавших крупные административные посты. Известно также, что некоторые члены семейства Эгиби занимались ростовщичеством и организовывали торговые товарищества.
В начале VI в. до н. э. отделяется одна из ветвей этого рода, ставшая родоночальником делового дома Эгиби, ставшего позднее богатейшим из деловых домов Вавилонии VI—V вв. до н. э. Основателем делового дома стал Шула из рода Эгиби. Шула занимался ростовщичеством, основывал торговые товарищества, а на вырученные таким образом средства приобретал рабов, дома и поля.
Набу-аххе-иддин, сын Шулы, потомок Эгиби, упомянут в большем количестве документов (166 документов) и как лицо, занимавшее высокие административные посты (царского казначея и судьи), и как богатый ростовщик и основатель торговых кампаний, приносивших немалый доход. Набу-аххе-иддин так же, как и его отец, скупает рабов, дома и поля, пытаясь при этом сконцентрировать недвижимое имущество в одном месте, чтобы облегчить управление им.
Итти-Мардук-балату, сын Набу-аххе-иддина, административных постов не занимал и, поскольку деятельность его протекала в период крайне беспокойный в политическом отношении (падение халдейской династии, захват страны персами, восстания вавилонян в начале царствования Дария I), то и устойчивых связей при дворе создать не сумел. Но несмотря на смуты в этот период, он не только сохранил приобретенное отцом имущество, но и приумножил его. При Итти-Мардук-балату во владении Эгиби оказались дома, поля и рабы в Вавилоне, Кише и Борсиппе. Итти-Мардук-балату продолжал традиционную деятельность своих предшественников: ростовщичество, хранение и выдачу вкладов, организацию торговых товариществ, куплю рабов с последующей отдачей их внаем, куплю и обмен домов и полей. С другой стороны, Итти-Мардук-балату все чаще использует прием, крайне редкий в практике его отца и, тем более, деда. Речь идет об отдаче в аренду принадлежавших деловому дому Эгиби полей и домов. Именно в период деятельности Итти-Мардук-балату вся громадная недвижимость, принадлежавшая деловому дому Эгиби, перестала быть мертвым капиталом и начала приносить доход. При Итти-Мардук-балату в качестве главы делового дома Эги-би не только возросло количество заключаемых сделок (сохранилось 270 документов) и, следовательно, его богатство, но и упрочилось положение этого дома как богатейшего среди прочих деловых домов Вавилона. Кроме того, при Итти-Мардук-балату в деловом доме действовали еще и рабы-ростовщики, принадлежавшие Итти-Мардук-балату. Рабы эти занимались выдачей натуральных и денежных ссуд, изредка торговлей и выполняли многочисленные поручения хозяина, то есть в этом промежутке времени под эгидой делового дома Эгиби действовало одновременно много ростовщиков.
Мардук-нацир-апли, наследник Итти-Мардук-балату, начал деловую карьеру владельцем большого состояния, но впоследствии был вынужден заложить, а затем и уступить часть своего имущества иранцу Багасару, царскому казначею. При Мардук-нацир-апли аренда наряду со всеми формами кредита стала важным приемом в работе делового дома. К тому же, если предшественники Мардук-нацир-апли организовывали торговые товарищества внутри Вавилона, то благодаря иностранным связям Мардук-на-цир-апли ведет торговлю и за пределами страны. При Мардук-нацир-апли в доме Эгиби продолжают действовать рабы-ростовщики, но владелец вынужден заложить и их. Этот факт, так же как и отсутствие сведений о приобретении новой недвижимости, а затем и появление совладельца, говорит о критическом положении, в котором оказался деловой дом Эгиби в конце жизни Мардук-нацир-апли.
События, предшествовавшие полному разорению делового дома Эгиби, неизвестны, так как документы дают лишь отрывочные сведения о деятельности делового дома в конце жизни Мардук-нацир-апли. Однако разорение его не вызывает сомнений. Последний раз имя Эгиби упомянуто в документе, датированном 485 г. до н. э. Это контракт об аренде тростниковой хижины, принадлежавшей единственному сыну Мардук-нацир-апли. Раб-арендатор обязан давать хозяину дневной рацион хлеба.
Разорение делового дома Эгиби было связано с ухудшением экономического положения Вавилонии и усилением влияния персов после реформ Дария. Через год после составления последнего документа из архива Эгиби вавилоняне восстали, а в 482 г. до н. э. после нового восстания Вавилон был основательно разрушен и разграблен войсками Ксеркса. Из Вавилона была вывезена статуя Мардука, и Вавилонское царство, существовавшее до этого на правах унии с Ахеменидской державой, было упразднено.